# Luis Gonzaga
San Luis Gonzaga (Castiglione delle Stiviere, 9 de marzo de 1568 - Roma, 21 de junio de 1591) fue un religioso jesuita italiano. Beatificado por Paulo V el 19 de octubre de 1605, y canonizado el 13 de diciembre de 1726 por Benedicto XIII, quien lo declaró patrón de la juventud, título confirmado por Pío XI el 13 de junio de 1926. Su fiesta se celebra el 21 de junio.

## Biografía
Primogénito de Ferrante Gonzaga, marqués de Castiglione delle Stiviere, quien en 1566, estando al servicio del rey español Felipe II, se casó en la capilla del Real Alcázar de Madrid con Marta Tana de Santena, dama de la reina Isabel de Valois. Fue el primero de siete hijos y heredero del título.
Después de la batalla de Lepanto (1571), don Ferrante recibió el encargo de preparar 3.000 infantes para la empresa de Túnez, y se trasladó a Castelmagiore con su hijo Luis que, durante cuatro o cinco años, vivió entre los soldados. Cuando en 1573 su padre se embarcó para África, Luis regresó a Castiglione, donde, con su madre y sus hermanos, vivió una vida de intensa piedad. La peste de 1576, impulsó a su padre a llevar a sus dos hijos mayores, Luis y Rodolfo, a Florencia, cuyo gran duque Francisco de Médici, había sido compañero suyo en Madrid. Hasta 1580, Luis y Rodolfo estuvieron al cuidado de un maestro, Pierfrancesco del Turco, quien les buscó maestros de caligrafía, latín, equitación. Cuando en 1579 Ferrante fue nombrado gobernador de Monferrato por el duque de Mantua Guillermo Gonzaga, hizo conducir a sus hijos a la corte ducal. En Mantua, la duquesa Leonor de Austria cuidó a Luis como una madre. Una dolencia hepática le obligó a seguir severas dietas, que le ayudaron en su vida de penitencia. A los 12 años recibió allí la primera comunión de manos de San Carlos Borromeo que se encontraba de visita por la región de Brescia.
En 1581, su padre se trasladó a Madrid como parte del séquito de la ex emperatriz María de Habsburgo, hija de Carlos I y viuda de Maximiliano II; Luis y Rodolfo serían pajes del príncipe don Diego, heredero de Felipe II. En la corte de España el Libro de la oración y meditación de Fray Luis de Granada fue su guía de vida interior, al paso que recibía lecciones de ciencias del Dr. Dimas de Miguel, amigo de Juan de Herrera.

### Vocación religiosa
Estudió letras, ciencias y filosofía, leyó textos religiosos que le hicieron tomar la decisión de entrar en la Compañía de Jesús. Los esfuerzos de su padre por retenerlo, confiándole delicados asuntos de su familia en Lombardía, no consiguieron nada. El 2 de noviembre de 1583, en el palacio de los Gonzaga de Mantua, cedió a su hermano Rodolfo todos sus derechos como primogénito, añadiendo: «¿Quién de los dos es más feliz?; ciertamente, yo». Dada la importancia estratégica del marquesado de Castiglione, fue necesario que la cesión fuera aprobada por el Emperador.
El 25 del mismo mes entraba en el noviciado jesuita de Roma. Siguieron luego los estudios de filosofía y teología. En 1587 recibió las órdenes menores.
Dos años después, su director espiritual, Roberto Belarmino, le comunicó la orden del padre general Claudio Acquaviva de trasladarse a Castiglione para poner paz entre Rodolfo y el duque de Mantua en sus disputas por el castillo de Solferino, a petición de las madres de entrambos. Lo consiguió y, además, indujo a Rodolfo a hacer público su matrimonio clandestino con Elena Aliprandi, sin dar importancia a las diferencias sociales.

### Fallecimiento

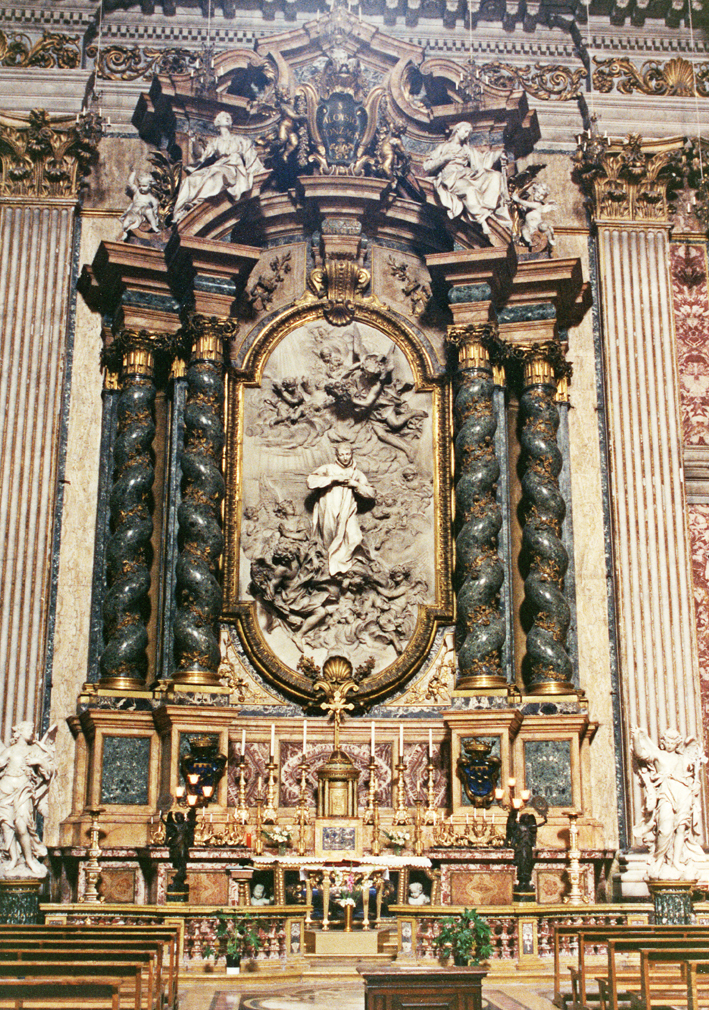
Altar de San Luis Gonzaga en la iglesia de San Ignacio (Roma), por el escultor Pierre Legros el joven (1697-1699).

En 1560-1593 la peste invadió Roma, causando miles de muertes entre ellas la de los papas Sixto V, Urbano VII y Gregorio XIV. Luis atendió con heroísmo a los apestados en S. Giacomo degli Incurabili, en San Juan de Letrán, en S. María de la Consolación, y en el hospital improvisado junto a la iglesia del Gesú, donde contrajo la enfermedad. Así moría a los 23 años, tras una vida rica en experiencias. Reconocía que «el Señor le había dado un gran fervor en ayudar a los pobres», y añadía: «cuando uno tiene que vivir pocos años, Dios lo incita más a emprender tales acciones».

## Iconografía
En el arte, san Luis Gonzaga es representado como un hombre joven vestido con una sotana negra y una sobrepelliz o como un joven paje. Sus atributos son un lirio, referido a su inocencia; una cruz, referida a su piedad y sacrificio; una calavera, referida a su temprana muerte; y un rosario, referido a su devoción por la Virgen María.